# توماس وولف (لاعب كرة قدم)
توماس وولف (بالفرنسية: Thomas Wolf)‏ هو لاعب كرة قدم لوكسمبورغي، ولد في 28 يناير 1963 في مدينة لوكسمبورغ في لوكسمبورغ. شارك مع منتخب لوكسمبورغ لكرة القدم. أما مع النوادي، فقد لعب مع أفينير بيغين ويونيون لوكسمبورغ.

## وصلات خارجية
- توماس وولف على موقع قاعدة بيانات كرة القدم.إي يو (الإنجليزية)
- توماس وولف على موقع ناشيونال فوتبول تيمز (الإنجليزية)